# Diane Martel
Diane Martel é uma coreógrafa e diretora musical norte-americana.

## Filmografia

### Coreógrafa
1989
- Bloodhounds of Broadway (1989) (filme, dirigido por Howard Brookner)

1991
- "Shiny Happy People" - R.E.M. (videoclipe, dirigido por Katherine Dieckmann)

1993
- "Life with Mikey" (1993) (filme, dirigido por James Lapine)

### Realizadora de documentários
1992
- "Reckin' Shop: Live From Brooklyn" (1992) (documentário de meia hora em P/B da PBS, sobre dançarinos de hip-hop em Brooklyn)[1]

### Realizadora de videoclipes
1993
- "Dreamlover" - Mariah Carey
- "Throw Ya Gunz" - Onyx
- "Chief Rocka" - Lords of the Underground

1994
- "All I Want for Christmas Is You" - Mariah Carey
- "Miss You Most (At Christmas Time)" - Mariah Carey
- "Bring the Pain" - Method Man
- "What I'm After" - Lord's Of The Underground
- "Mass Appeal" - Gang Starr
- "Mad Props" - Da Youngstas
- "Can't Wait" - Redman

1995
- "Brooklyn Zoo" - Ol' Dirty Bastard
- "I'll Be There for You/You're All I Need to Get By" - Method Man feat. Mary J. Blige
- "The Riddler" - Method Man

1996
- "Blackberry Molasses" - Mista
- "Funkorama" - Redman
- "It's Alright" - Dave Hollister

1997
- "Just Wanna Please U (Remix)" - Mona Lisa feat. The LOX
- "4,3,2,1" - LL Cool J feat. Method Man, Redman, Canibus e DMX

1998
- "The Roof" - Mariah Carey
- "Breakdown" - Mariah Carey feat. Bone Thugs-n-Harmony
- "My All" (So So Def Remix) - Mariah Carey
- "Whenever You Call" - Mariah Carey feat. Brian McKnight
- "Eyes Better Not Wander" - Nicole Wray

1999
- "Heartbreaker" (Remix) - Mariah Carey
- "Angel of Mine" - Monica
- "Genie in a Bottle" - Christina Aguilera
- "What a Girl Wants" - Christina Aguilera
- "Incredible" - Keith Murray feat. LL Cool J
- "Paper" - Krayzie Bone

2000
- "Case of the Ex" - Mýa
- "Send It On" - D'Angelo
- "If You Don´t Wanna Love Me" - Tamar Braxton
- "Keep It Thoro" - Prodigy
- "Focus" - Erick Sermon feat. DJ Quik e Xzibit
- "Front 2 Back" - Xzibit

2001
- "Young, Fresh n' New" - Kelis
- "Who's That Girl?" - Eve
- "Lapdance" - N.E.R.D
- "After The Rain Has Fallen" - Sting

2002
- "Like I Love You" - Justin Timberlake
- "Just a Friend 2002" - Mario
- "From tha Chuuuch to da Palace" - Snoop Dogg
- "My Neck, My Back (Lick It)" - Khia

2003
- "Stuck (canção de Stacie Orrico)" - Stacie Orrico
- "Dance with My Father" - Luther Vandross
- "My Goddess" - The Exies

2004
- "If I Ain't Got You" - Alicia Keys
- "Welcome to My Truth" - Anastacia
- "I Could Be the One" - Stacie Orrico
- "Bridging The Gap" - Nas
- "Nobody's Home" - Avril Lavigne
- "What's Happenin'" - Method Man feat. Busta Rhymes
- "Truth Is" - Fantasia Barrino
- "Shake Your Coconuts" - Junior Senior

2005
- "Hold You Down" - Jennifer Lopez feat. Fat Joe
- "Get Right" (Remix) - Jennifer Lopez feat. Fabolous
- "I Don't Care" - Ricky Martin feat. Fat Joe e Amerie
- "Do You Want To" - Franz Ferdinand
- "Don't Let It Go to Your Head" - Fefe Dobson
- "L.O.V.E." - Ashlee Simpson
- "So High" - John Legend
- "Fearless" - The Bravery
- "Gotta Go, Gotta Leave" - Vivian Green
- "Touch" - Omarion
- "U Already Know" - 112

2006
- "Doing Too Much" - Paula DeAnda feat. Baby Bash
- "Ride a White Horse" - Goldfrapp
- "In My Mind" - Heather Headley
- "I'm Not Missing You" - Stacie Orrico
- "Listen" - Beyoncé Knowles
- "Tu Amor" - RBD
- "Promise" - Ciara

2007
- "Read My Mind" - The Killers
- "Men's Needs" - The Cribs
- "An End Has a Start" - Editors
- "Conquest" - The White Stripes
- "Like You'll Never See Me Again" - Alicia Keys
- "Like a Boy" - Ciara

2008
- "The Boss" - Rick Ross
- "Who's That Girl" - Robyn
- "Google Me" - Teyana Taylor
- "Everyone Nose (All the Girls Standing in the Line for the Bathroom)" - N.E.R.D
- "Addiction" - Ryan Leslie
- "Eat You Up (versão norte-mericana)" - BoA (o videoclipe seria mais tarde descartado)
- "Whatcha Think About That" - Pussycat Dolls

2009
- "America's Suitehearts" - Fall Out Boy
- "Mad" - Ne-Yo
- "If This Isn't Love" - Jennifer Hudson
- "Love Sex Magic" - Ciara feat. Justin Timberlake
- "Outta Here" - Esmée Denters
- "Show Me What I'm Looking For" - Carolina Liar
- "Want" – Natalie Imbruglia
- "Boys and Girls" - Pixie Lott
- "3" – Britney Spears

2010
- "Whataya Want from Me" – Adam Lambert
- "Missing" - Flyleaf
- "Ride" - Ciara feat. Ludacris
- "Kiss & Cry" - Iconiq
- "Light Ahead" - Iconiq
- "Tokyo Lady" - Iconiq
- "Right Thru Me" - Nicki Minaj

2011
- No One Gonna Love You" - Jennifer Hudson
- Best Thing I Never Had" - Beyoncé
- "You Can't Be Friends With Everyone" - MAKE OUT
- "25/8" - Mary J. Blige
- "Mr. Wrong" - Mary J. Blige
- "Until It's Gone - Monica

2012
- "Lazy Love" - Ne-Yo
- "Brand New Me" - Alicia Keys

2013
- "Lolita" - Leah LaBelle
- "Just Give Me a Reason" - Pink feat. Nate Ruess
- "Leggo" - B Smyth feat. 2 Chainz
- "Blurred Lines" - Robin Thicke feat. T.I. e Pharrell Williams
- "We Can't Stop" - Miley Cyrus
- "Give It 2 U" - Robin Thicke feat. 2 Chainz & Kendrick Lamar
- "Evil Eye" - Franz Ferdinand

2014
- "Pills N Potions" - Nicki Minaj
- "4x4" - Miley Cyrus feat. Nelly

2015
- "Love Me" The 1975

2016
- "After The Afterparty feat. Lil Yachty" - Charli XCX

2017
- "Old School" - Urban Cone
- ''Malibu'' - Miley Cyrus